# Одигитриевский собор (Улан-Удэ)
Одиги́триевский собо́р  — православный храм в Улан-Удэ, кафедральный собор Улан-Удэнской епархии Русской православной церкви. Возведён в 1741—1785 годах в городе Верхнеудинске (с 1934 года — Улан-Удэ), памятник архитектуры сибирского барокко в Забайкалье.
Первое каменное здание города, расположенное в историческом центре, на правом берегу реки Уды близ её впадения в Селенгу.
Главный престол освящён в честь Смоленской иконы Божией Матери Одигитрии.

## Архитектура
Общая объёмно-пространственная композиция собора трёхчастная, симметричная, решённая «кораблём», с расположением составных частей здания строго по продольной оси с запада на восток. Все объекты храма, трапезной и колокольни слиты воедино и образуют плотный монолит.
Среди них центральное место занимает двухэтажный бесстолпный массивный объём четверика с пятигранной апсидой. Четверик перекрыт сомкнутым сводом, увенчан высоким куполом без кровли и световым двухъярусным фонариком. «Круглые» фронтоны с четырёхлепестковыми люкарнами по осям четверика, фигурные кокошники на углах образуют завершение стен, создавая эффект округлённости углов и органично соединяясь с куполом.
С запада к трапезной примыкает колокольня типа «восьмерик на четверике». Над двумя квадратными ярусами поставлен двухъярусный восьмерик. Каждая грань верхнего яруса прорезана арочными проёмами, придающими ему выразительность. Колокольня завершена шлемовидным куполом со шпилем.
В архитектуре фасадов и декоративных деталях элементов отмечается сильное воздействие барочных форм. Декор наличников интересен сочетанием традиционных древнерусских форм предшествовавшего деревянного культового зодчества с элементами барокко. Богатая пластическая обработка фасадов с хорошо прорисованными кирпичными деталями наличников окон и других элементов относится к традициям узорчатой кирпичной архитектуры XVII века, что подтверждает влияние архитектурного творчества выходцев с Русского Севера.

## Исторический очерк
В 1700 году на месте собора был построен деревянный Богородице-Владимирский храм — небольшая кладбищенская одноэтажная церковь с отдельно стоящей колокольней. Южнее собора на месте, где находилась старая церковь, впоследствии было установлено два креста.
Строительство собора началось в 1741 году и продолжалось 44 года. Строителями и первыми настоятелями собора были иеромонах Иоанн и иерей Максим Фёдоров. Возводился храм на средства верхнеудинских и кяхтинских купцов и пожертвования горожан. Как многие сибирские соборы строился он в два этапа. 27 мая 1770 года святитель Софроний, епископ Иркутский и Нерчинский, освятил тёплый нижний придел во имя Богоявления Господня. Верхний летний придел во имя Смоленской иконы Божией Матери Одигитрии был освящён 3 мая 1785 года епископом Михаилом.
В середине 1860-х годов большой колокол собора имел вес 105 пудов 7 фунтов. Самой старой книгой библиотеки был церковный устав 1700 года, напечатанный в Москве. Главным художественно-декоративным элементом храма были золоченые резные иконостасы.
В 1818 году в фундаменте собора и его своде появились трещины. Трещин стало больше после землетрясений 1862 и 1885 годов. В 1863 году был проведён капитальный ремонт собора. В 1860-е годы при приходе открываются благотворительные организации.
В конце XIX — начале XX века в 20 сёлах, приписанных к приходу собора, открываются церковно-приходские школы.
В годы Первой мировой войны приход ухаживал за ранеными и собирал средства. Собор в то время владел 4364 квадратных саженей подворья в городе Верхнеудинске и 50 десятин пашни и угодий в его пригородах.
В 1914 году в приходе числилось 1833 жителя мужского пола и 1815 — женского.
6 сентября 1929 года Президиум Центрального исполнительного комитета Бурят-Монгольской АССР издал постановление о закрытии собора по причине «отказа Одигитриевского общества верующих от производства ремонта храма». Всё церковное имущество было изъято, иконы уничтожены, здание передано под склад. Последний настоятель собора, Гавриил Макушев, архиепископ Прибайкальский, был казнён в 1930 году. В том же году с собора сняли колокола.
В здании храма устроили курсы строительных кадров, а с конца 1935 года в соборе разместился Антирелигиозный (после Великой Отечественной войны Краеведческий) музей. Для посетителей музей открылся в ноябре 1937 года. До 1999 года в соборе хранились фонды Музея истории Бурятии.
В 1960 году собор получил статус памятника архитектуры. В 1959—1961 годах в храме производились реставрационные работы.
31 марта 1992 года при соборе зарегистрирован православный приход. 25 мая 1992 года председателем совета прихода Свято-Одигитриевского собора был избран иерей Игорь Арзуманов. 23 мая 1996 года были установлены шесть колоколов. 23 июля 1999 года на колокольне собора установлен крест.
20 декабря 1999 года епархии был передан нижний придел, а 30 мая 2000 года — и верхний.
К концу 2001 года, по плану ремонтно-восстановительных работ, исследованы все трещины и укреплены фундаменты.